# NGC 5324
NGC 5324 is een spiraalvormig sterrenstelsel in het sterrenbeeld Maagd. Het hemelobject werd op 5 maart 1785 ontdekt door de Duits-Britse astronoom William Herschel.

## Synoniemen
- MCG -1-35-16
- IRAS 13494-0548
- PGC 49236